# Tavola domenicale
La tavola domenicale, adattamento dell'espressione inglese Sunday comics o Sunday strip, è un tipo di fumetto a colori pubblicato settimanalmente sui quotidiani costituito generalmente da una sola tavola.

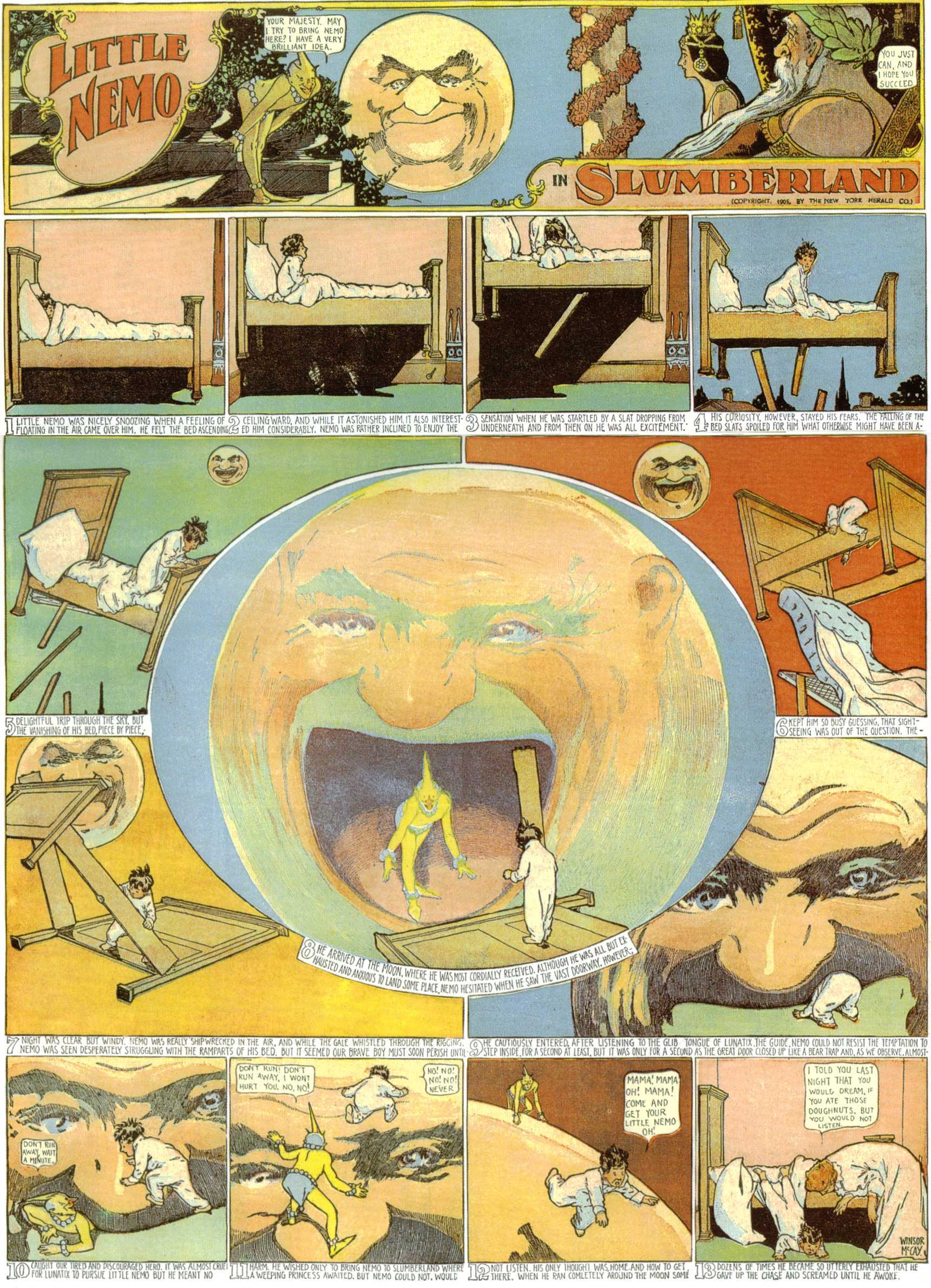
Little Nemo di Winsor McCay

## Storia
L’editore Joseph Pulitzer decise di aggiungere nel 1895 ai quotidiani della domenica un supplemento illustrato a colori per l’infanzia costituito da una tavola disegnata con le storie del personaggio immaginario di Yellow Kid, realizzate da Richard Felton Outcault. Il successo fu tale che ben presto si moltiplicarono i supplementi illustrati dei quotidiani anche di altri editori e questo portò alla nascita di altri personaggi comici e alla nascita del fumetto con serie comiche come The Katzenjammer Kids (1897), Bringing up Father (1913) o Little Nemo (1905). Accanto alle tavole domenicali a colori, dal 1907 comparvero poco alla volta sui quotidiani le strisce giornaliere (daily strips) in bianco e nero, con storie conclusive o a puntate di serie già realizzate nel formato a tavola o nuove.

## Caratteristiche
In una rivista la tavola si identifica con una pagina, mentre in un quotidiano la pagina può essere molto più grande e contenere due o più tavole a fumetti anche di personaggi diversi, oppure una tavola e altre rubriche o articoli. Possono essere di genere umoristico, le quali in genere esauriscono le loro gag in una sola tavola, che viene detta auto-conclusiva, oppure di genere avventuroso, che proseguono le vicende da una tavola all'altra o dalla tavola alle strisce giornaliere; in questo caso la tavola domenicale può fungere da riassunto degli accadimenti della settimana raccontati nelle strisce giornaliere. Fra gli innumerevoli esempi di una serie avventurosa con storie a continuazione fra strisce e tavole, è quella incentrata sul personaggio di Steve Canyon ideato e realizzato da Milton Caniff. Nel suo libro Apocalittici e integrati Umberto Eco dedica un intero capitolo all'analisi semiotica della prima tavola domenicale di Steve Canyon.
Le tavole, così come poi anche le strisce, venivano distribuite negli Stati Uniti, dove erano esordite, alle varie testate dai Syndicate, sorta di agenzia di distribuzione.